# 피그미나무두더지
피그미나무두더지(Tupaia minor)는 청서번티기과에 속하는 작은 나무두더지의 일종이다.
인도네시아와 말레이시아 그리고 태국에서 발견된다. 속명은 말레이어로 "다람쥐" 또는 다람쥐를 닮은 작은 동물을 의미하는 "투파이"(tupai)에서 유래했다.